# جون ألان (سياسي كندي)
جون ألان هو سياسي كندي، ولد في 22 مايو 1856، وتوفي في 31 يوليو 1922. حزبياً، نشط في حزب أونتاريو المحافظ التقدمي. وقد انتخب عضو برلمان مقاطعة أونتاريو.